# Astragalus tehchingensis
Astragalus tehchingensis är en ärtväxtart som beskrevs av Kun Tsun Fu. Astragalus tehchingensis ingår i släktet vedlar, och familjen ärtväxter. Inga underarter finns listade i Catalogue of Life.